# Castro Valley (BART)
Castro Valley es una estación en la línea Dublin/Pleasanton–Daly City del BART, administrada por la Distrito de Transporte Rápido del Área de la Bahía. La estación se encuentra localizada en 3301 Norbridge Drive en Castro Valley, California. La estación Castro Valley fue inaugurada el 10 de mayo de 1997.

## Descripción
La estación Castro Valley cuenta con 1 plataforma central y 2 vías.La estación también cuenta con 1.123 de espacios de aparcamiento.

## Conexiones
La estación es abastecida por las siguientes conexiones de autobuses: 
- Rutas del AC Transit: Rutas 32, 48* (local); NX4* (Transbay)
* - La ruta opera los días de semana solamente